# Breezanddijk

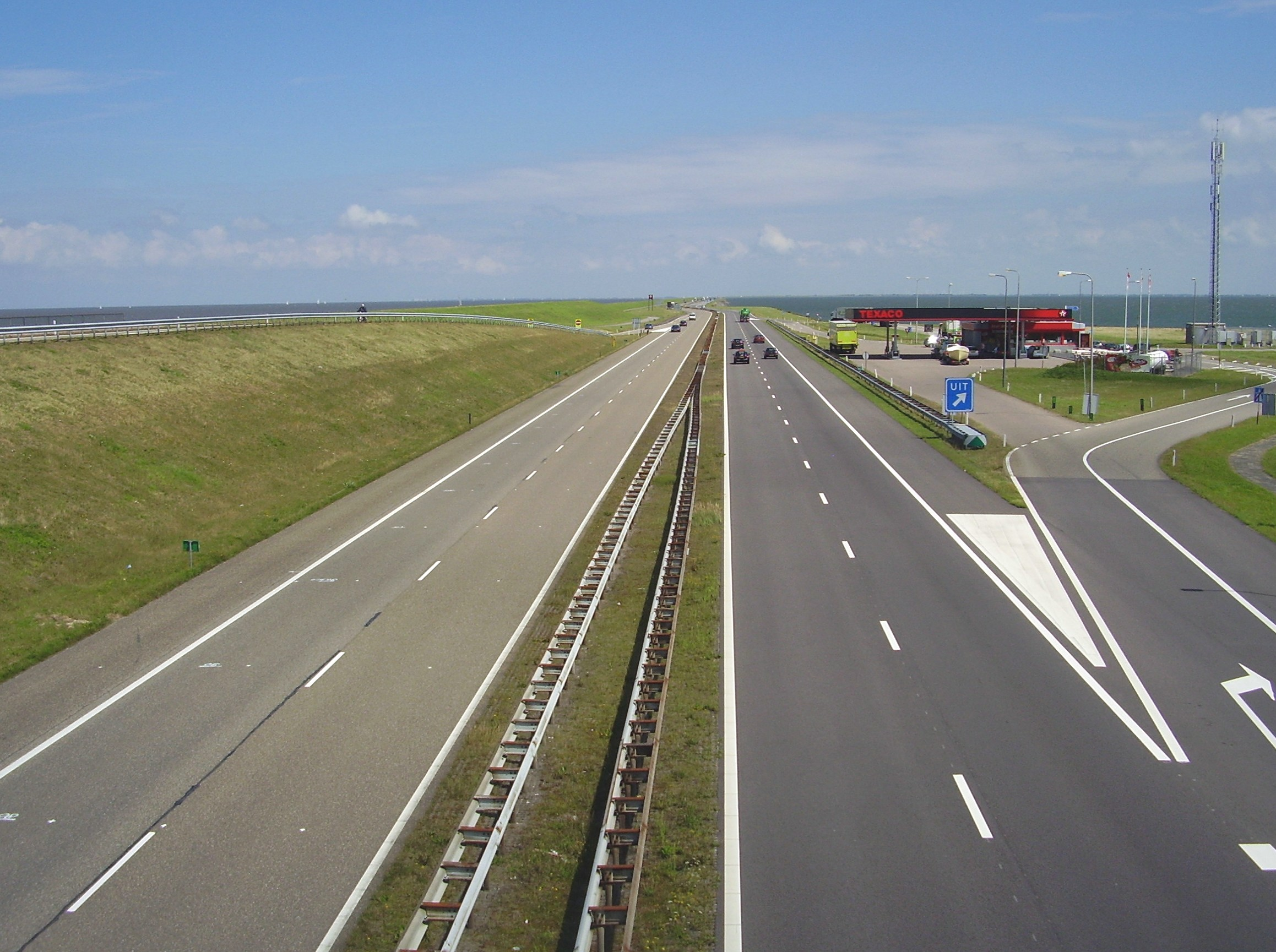
Tankstelle Breezanddijk

Breezanddijk ist ein niederländischer Weiler am Rijksweg 7 (Europastraße 22) etwa in der Mitte des Abschlussdeiches zwischen dem IJsselmeer und dem Wattenmeer und gehörte zur Gemeinde Wûnseradiel, die am 1. Januar 2011 in der neuen Gemeinde Súdwest-Fryslân aufgegangen ist. Der Ortsteil liegt auf der früheren künstlichen Insel Breezand, die zum Bau des Abschlussdeiches aufgeschüttet wurde, und befindet sich etwa 12 Kilometer von der friesischen Küste entfernt.
Im Jahr 2009 waren hier vier Personen als Einwohner gemeldet. Der Weiler besteht aus einem Dauercampingplatz sowie einem Bauwerk mit der Adresse Afsluitdijk 1. Dabei handelt es sich um eine Tankstelle. Diese kann über eine Brücke auch von der Gegenfahrbahn der Autobahn aus erreicht werden.
Breezandijk ist der kleinste bewohnte Ort in den Niederlanden mit einer eigenen Postleitzahl.
Auf beiden Seiten des Dammes befinden sich an dieser Stelle Hafenanlagen.